# Аксель Оксеншерна

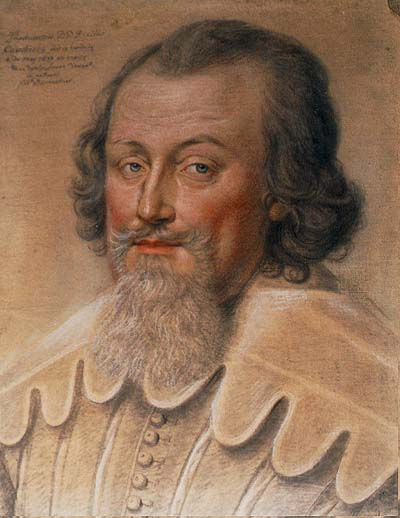
Граф Аксель Оксеншерна

Аксель Густафсон Оксеншерна (швед. Axel Gustafsson Oxenstierna) (нар. 16 червня 1583 — пом. 28 серпня 1654) — шведський політик, соратник короля Густава II Адольфа, організатор адміністративних рефом, видатний дипломат.

## З біографії
- канцлер з 1612;
- автор мирного договору з Данією в 1613 і Росією у 1617;
- з 1626 генерал-губернатор окупованої Східної Пруссії;
- 1629 автор миру з Польщею;
- 1631–1636 намісник і керівник шведських сил в Німеччині під час Тридцятирічної війни;
- 1632–1644 очолює уряд Швеції за малолітньої королеви Христини;
- 1636 створив Королівське поштове управління;
- 1638 уклав союз з Францією;
- 1645 нав’язав Данії мир у Бремсебру;
- 1648 вдало вів за Швецію перемовини під час укладення Вестфальського миру.